# 龜仙人
龜仙人 (日语：亀仙人)，別名武天老師，是鳥山明創作的日本漫畫《七龍珠》裡的角色，擁有高強武功和驚人才智，為龟仙流的創始人、龜派氣功的發明者，門下弟子包括孫悟空、克林、天津飯、飲茶。他的外貌為禿頭、白鬚，戴墨鏡，身穿武術服或花襯衫，背上背龜殼，手拄拐杖，個性好色。住宅位於一座孤島，寵物是一只会说人话的海龟。
在1993年電影《新七龍珠》中，龜仙人由黃仲裕飾演；2009年電影《七龍珠 (電影)》中，龜仙人由周潤發飾演。

## 樣貌
光頭、粗白眉、墨鏡、白長鬍鬚為龜仙人的招牌形象。早期有使用仙杖及背負龜殼，但後來未再使用。
墨鏡部分，年輕時曾佩戴大黑框墨鏡，年老後使用的紅粗框墨鏡是龜仙人最為人所知的款式。七龍珠Z結尾時、龙珠超及七龍珠GT時，改佩戴運動型墨鏡。
衣著相當多元，有時身著傳統中式武術服亮相，有時以度假風格衣著亮相，多為夏威夷衫或T恤搭配短褲，偶尔會反戴棒球帽。

## 必殺技
龜仙人有不少必殺技，而最著名的是龜派氣功，而所用的龜派氣功名叫「元祖龜派氣功」（元祖かめはめ波）。除此之外，龜仙人有在第二十二回天下第一武道会中使用的、及一種非常危險的技術萬国驚天掌（ばんこくびっくりしょう）。還有的是魔封波（まふうば）、醉拳（すいけん）、残像拳（ざんぞうけん）及乖孩子眠眠拳（よいこ眠眠拳（よいこみんみんけん））。由此可見，龜仙人的必殺技偏向拳擊。

## 電子遊戲
龜仙人在「Dragon Ball Z Ultimate Battle 22」、「Dragon Ball Z Sparking!」、「Dragon Ball Z Sparking! NEO」、「Dragon Ball Z Sparking! METEOR」及「Dragon Ball: Advanced Adventure」幾個電子遊戲都是一個玩家角色，其動畫或漫畫中的招式多也可以在這些電子遊戲中用到。